# Торунський пряник
Торунські пряники (пол. pierniki toruńskie, нім. Thorner Lebkuchen) — традиційні польські пряники, історія яких налічує близько 700 років.
Бренд «Toruńskie Pierniki» займає в Польщі 19-е місце за рівнем впізнаваності споживачами серед брендів усіх галузей.

## Історія
Історія Торунських пряників бере свій початок у XIV, а за деякими даними — у XIII столітті.
У джерелах кінця XIV століття неодноразово згадується Ніклос Чан (пол. Niclos Czan) як пекар чи кондитер. Записи XV століття фіксують інформацію про продаж воску Тевтонському ордену торунським пекарем Генріхом Кухе (пол. Heinrich Kuche), що підтверджують, що Чан був не єдиним пекарем, що працював у Торуні.
Розвитку пряникового виробництва в Торуні сприяло вигідне географічне положення. Родюча земля давала пшеницю для виробництва борошна, а сусідні села постачали мед. Необхідні спеції доставлялися з віддалених країн, в основному з Індії, по маршруту через Чорне море і Львів в Священну Римську імперію, де спеції поширювалися південнонімецьким торговими компаніями. У деяких випадках маршрут пролягав через порт у Гданську.
З XVI століття Торунь вже активно згадується у контексті пряникової справи. Так, наприклад, слово «piernikarze» (пряничник) фігурує в статуті гільдії торунських пекарів. Крім пекарень виготовленням пряників займалися монастирі. Літописець XVI століття Симон Грюнау згадує зубожілий жіночий монастир в передмісті Торуня, де черниці почали пекти пряники для продажу, в тому числі за кордон. В 1556 досягається домовленість між Торунем і Нюрнбергом (німецьким центром виробництва пряників), що дозволяє Торунським майстрам пекти нюрнберзькі пряники, а нюрнберським майстрам — торунські.
Незважаючи на відсутність можливості достовірного відтворення смаку середньовічних пряників, можна достовірно відтворити їх зовнішній вигляд завдяки збереженим пряничним дошкам. На зразках XVI століття домінують людські образи, перш за все правителів Польщі, таких як: Сигізмунд III, королева Констанція, Владислав IV, а також образи молодих дам і кавалерів, лицарів і святих (перш за все святого Георгія і Миколи Чудотворця). Не менш популярні і образи тварин (птахів, кабанів, оленів, риб і лелек), також регулярно зустрічаються дошки з гербом Торуня.
У 1751 році Густав Везе відкрив сучасну пряникову фабрику в Торуні. Це найстаріше промислове виробництво в регіоні і найстаріша компанія в Померанії, безперервно існуюча до сьогодні. У компанії було декілька будівель, одна будівля XVIII і XIX століття збереглася до наших днів.
Після приходу до влади ПНР фабрика Везе була націоналізована і отримала назву Кондитерська фабрика «Коперник», інші пряникові підприємства були закриті. Таким чином у всій Польській Народній Республіці залишився тільки один виробник пряників.
Після 1989 року розпочався процес відродження приватного підприємництва, в Торуні знову стали з'являтися невеликі пекарні, що займаються випічкою пряників.

## Культурний вплив
З походженням Торунських пряників пов'язана легенда про Катажину. У деяких версіях вона фігурує як дочка мірошника, яка повинна була спекти щось незвичайне для короля. Бджоли поділилися з дівчиною рецептом пряників і розповіли, як додавати мед і спеції в тісто. В інших версіях розповідається про те, що вона була дочкою пекаря, і, допомагаючи хворому батькові, Катажина вигадала робити пряники незвичайної форми. Так чи інакше, і зараз можна зустріти пряники «катажинки», названі в її честь.
З 2002 року в Торуні проходить фестиваль пряників, у програму якого входить відтворення старовинного процесу випічки — від перетворення зерна в борошно до відправки пряників у піч.
У Торуні діє два незалежних один від одного музеї пряників:
- Живий Музей Пряника — приватний музей;
- Музей Торунського Пряника — філія районного музею в Торуні, що розташовується в одній зі збережених будівель старої пряникової фабрики Везе.

Польські прислів'я про пряники:
- Для Торуня пряник, як для корабля хороший рульовий (пол. Dla Torunia tym jest piernik, czym dla statku dobry sternik)
- Щоб згладити її обличчя — подаруй пряник, а не квітку (пол. By na licu była gładka - daj jej piernik zamiast kwiatka)
- Якщо хочеш вкрасти поцілунок з її обличчя — пряник дай, він ламає серця (пол. Jeśli skraść jej chcesz całusa - piernik daj, on serce skrusza)

## Галерея

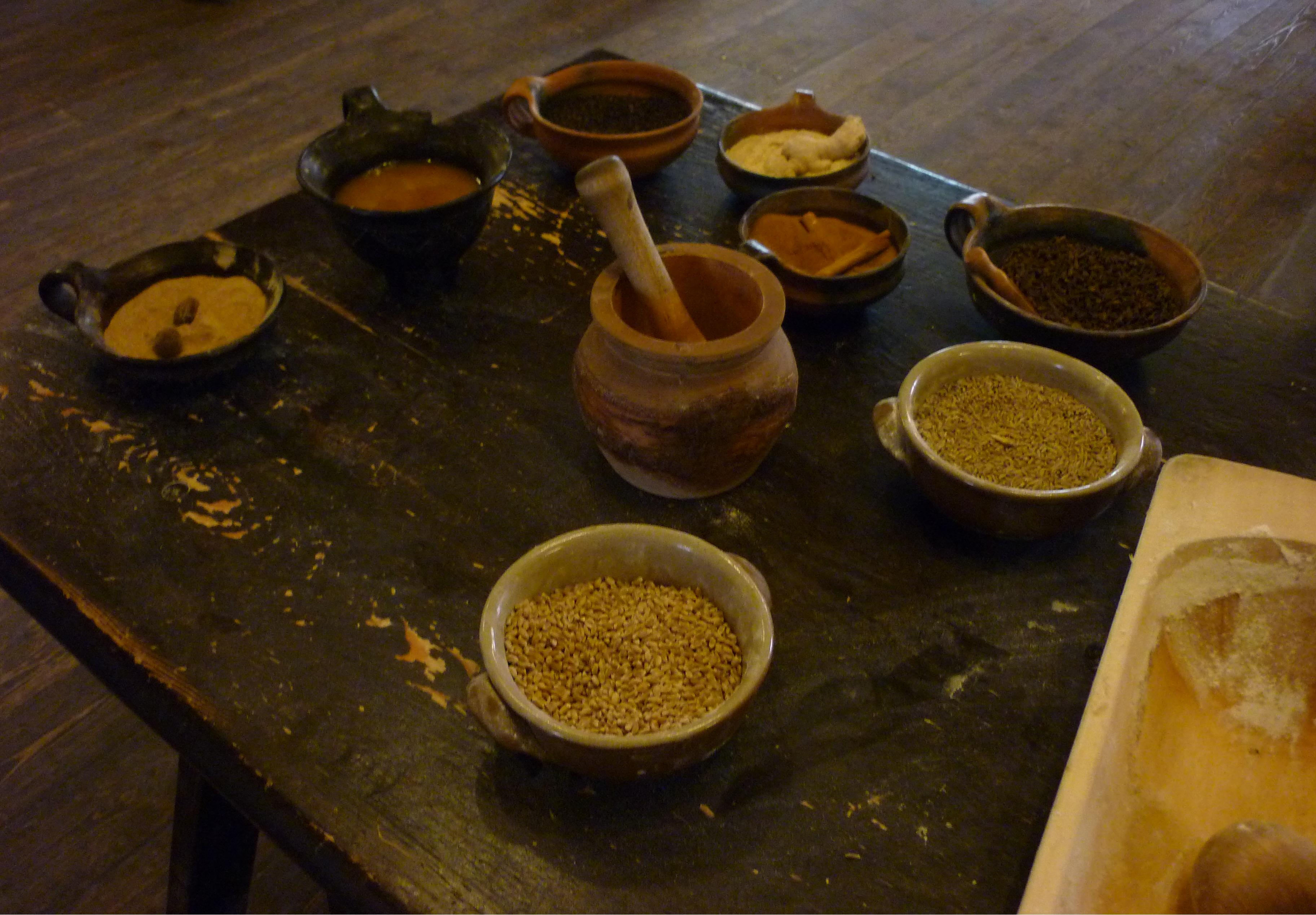
Посуд та традиційні інгредієнти для виготовлення пряників
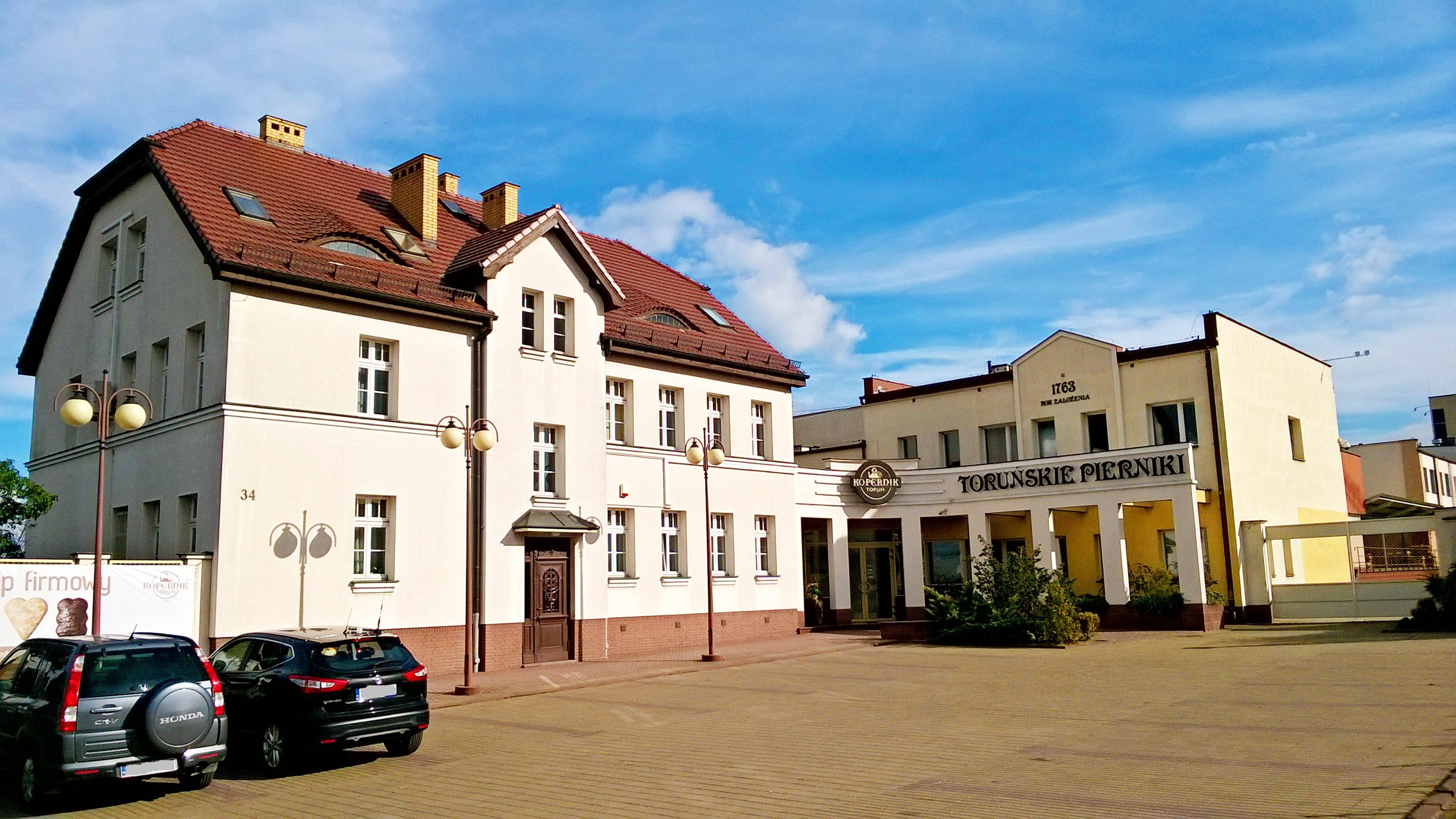
Кондитерська фабрика «Коперник»
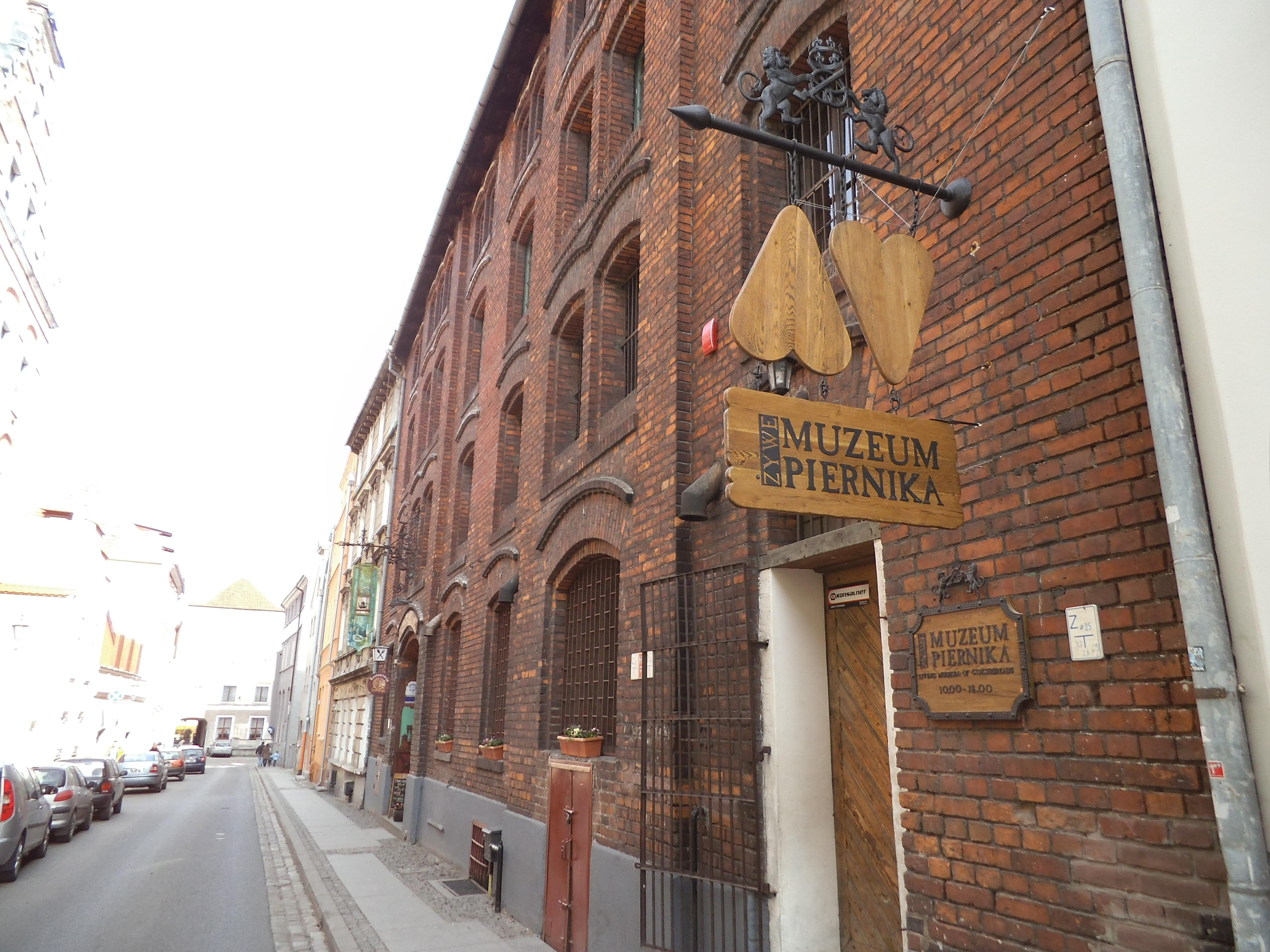
Живий Музей Пряника
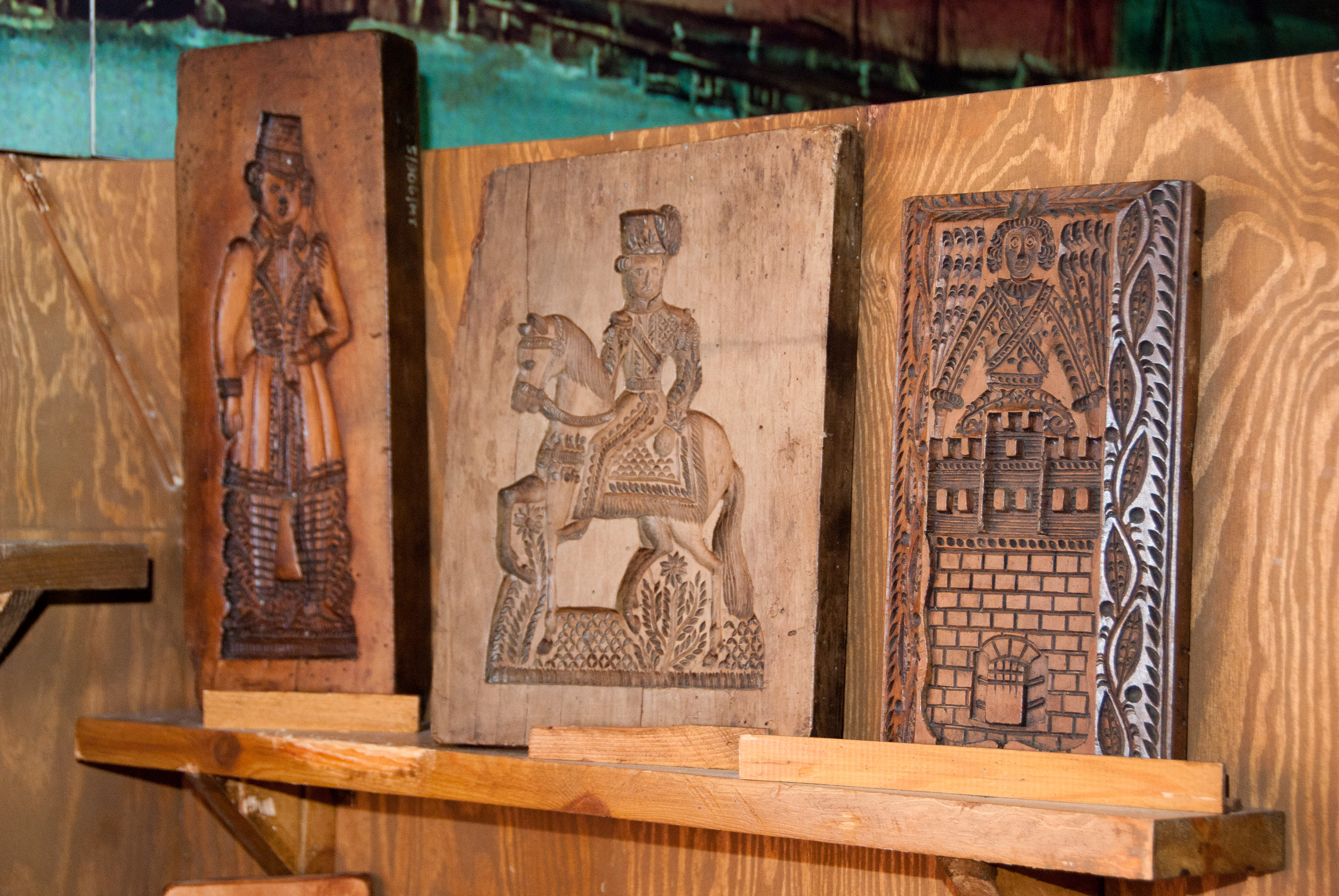
Торунські пряничні дошки[ru]
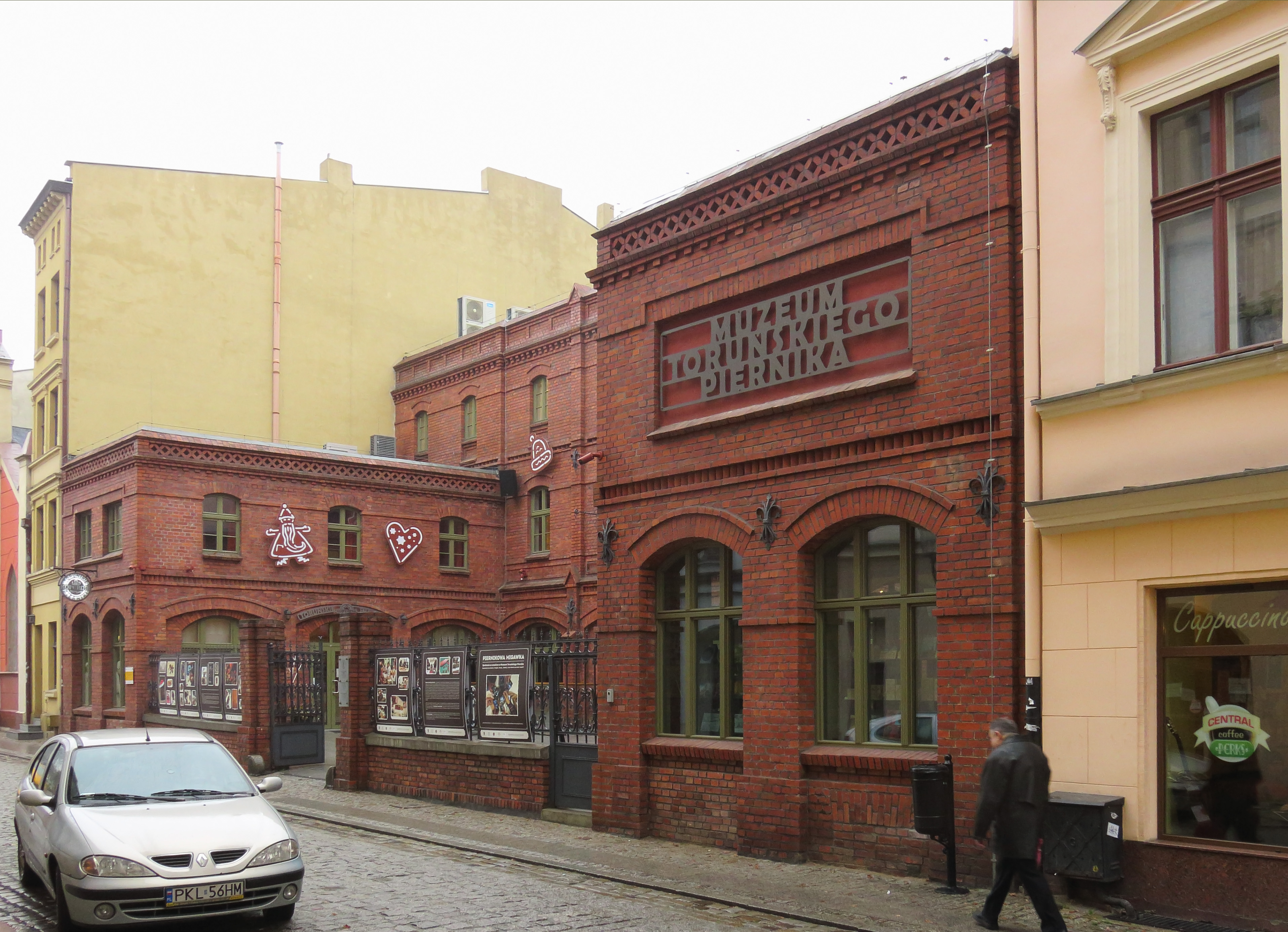
Музей Торунського Пряника